# Jeffrey Hunter
Jeffrey Hunter, geboren als Henry Herman “Hank” McKinnies, (New Orleans, 25 november 1926 – Los Angeles, 27 mei 1969) was een Amerikaanse film- en televisieacteur. Zijn bekendste rol is die van Martin Pawley, aan de zijde van John Wayne in de westernklassieker The Searchers.
Nadat hij in een schooltoneel ontdekt werd door talentenjagers maakte Jeffrey Hunter zijn Hollywood-acteerdebuut in Fourteen Hours (1951) van Henry Hathaway. Enkele films later werkte hij voor het eerst samen met regisseur John Ford in The Searchers. Op aanraden van Ford werd Hunter in 1961 gecast als Jezus in de Bijbelse film King of Kings. Het jaar daarop kreeg hij een kleinere rol in The Longest Day (1962), tussen grote namen als John Wayne, Henry Fonda en Sean Connery. In 1964 speelde hij de hoofdrol in de pilootaflevering van de oorspronkelijke Star Trektelevisieserie. De aflevering werd echter afgewezen door televisienetwerk NBC en Hunter weigerde mee te werken aan een tweede pilot, zijn rol werd geschrapt.
Tijdens een filmopdracht in Spanje raakte Hunter gewond bij een ontploffing op de set. Hij had verschillende brand- en snijwonden in zijn gezicht. Op terugreis naar de VS raakte zijn rechterarm verlamd en verloor hij zijn spraakvermogen. Na landing werd hij meteen naar een ziekenhuis in Los Angeles overgebracht waar een hersenbloeding werd vastgesteld. Enkele weken later leek Hunter hiervan hersteld, maar hij bleef klagen over hoofdpijn en duizeligheid. Kort nadat hij had getekend voor een rol in The Desperados (1969) kreeg hij in zijn woonkamer een tweede hersenbloeding met een schedelbreuk tot gevolg. Hij overleed tijdens de daaropvolgende operatie, op tweeënveertigjarige leeftijd.

## Beknopte filmografie
- Fourteen Hours (1951) als Danny Klempner
- The Searchers (1956) als Martin Pawley
- The Last Hurrah (1958) als Adam Caulfield
- Sergeant Rutledge (1960) als luitenant Tom Cantrell
- King of Kings (1961) als Jezus
- The Longest Day (1962) als sergeant John Fuller
- Brainstorm (1965) als Jim Grayam
- Custer of the West (1967) als kapitein Benteen

- Bibsys: 6020245
- Biblioteca Nacional de España: XX1464136
- Bibliothèque nationale de France: cb138954097 (data)
- Gemeinsame Normdatei: 137301278
- International Standard Name Identifier: 0000 0000 6301 3563
- Library of Congress Control Number: no95045029
- MusicBrainz: 159df91c-7c4b-455b-8cb9-a987c0aa6771
- Nationale Bibliotheek van Tsjechië: xx0178988
- Nationale bibliotheek van Australië: 35506565
- Nationale Bibliotheek van Israël: 987007427824605171
- Nationale Bibliotheek van Polen: a0000001617340
- Nederlandse Thesaurus van Auteursnamen: 140119124
- SNAC: w6hp14qt
- Système universitaire de documentation: 061773093
- Trove: 977962
- Virtual International Authority File: 7574236
- WorldCat: E39PBJkT8VVjhGBq69KpKJYQMP